# Усть-Колба
Усть-Колба́ (рос. Усть-Колба) — село у складі Тісульського округу Кемеровської області, Росія.

## Населення
Населення — 514 осіб (2010; 591 у 2002).
Національний склад (станом на 2002 рік):
- росіяни — 94 %